# Arnold Iacobi
Ernst Arnold Henrik Iacobi, född den 17 oktober 1876  i Uddevalla, död den 8 november 1944 i Motala, var en svensk sjömilitär. Han var far till Ian Iacobi.
Iacobi blev underlöjtnant vid flottan 1900, löjtnant där 1902 och kapten där 1908. Han tjänstgjorde i marinförvaltningen från 1911 och var under sin sista tid i aktiv tjänst chef för Sjömanskårens skolor i Karlskrona. Iacobi befordrades till kommendörkapten av andra graden 1919 och av första graden 1923. Han övergick till övergångsstat 1926 och till reserven 1931. Iacobi invaldes som ledamot av Örlogsmannasällskapet 1916. Han blev riddare av Svärdsorden 1921 och av Vasaorden 1922.